# Juan Bautista de Espinosa

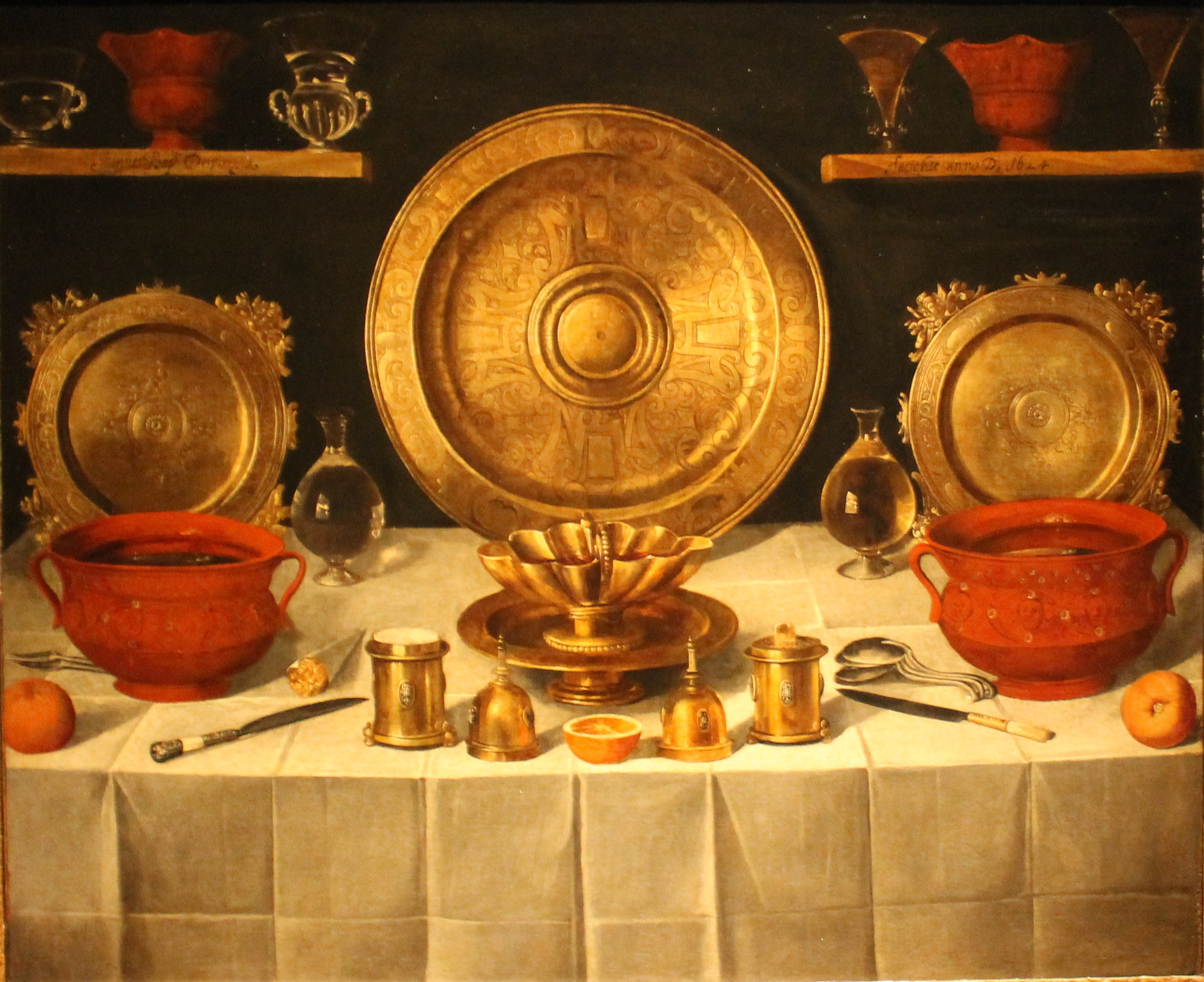
Naturaleza muerta con objetos de orfebrería, 1624, óleo sobre lienzo. Colección Masaveu.

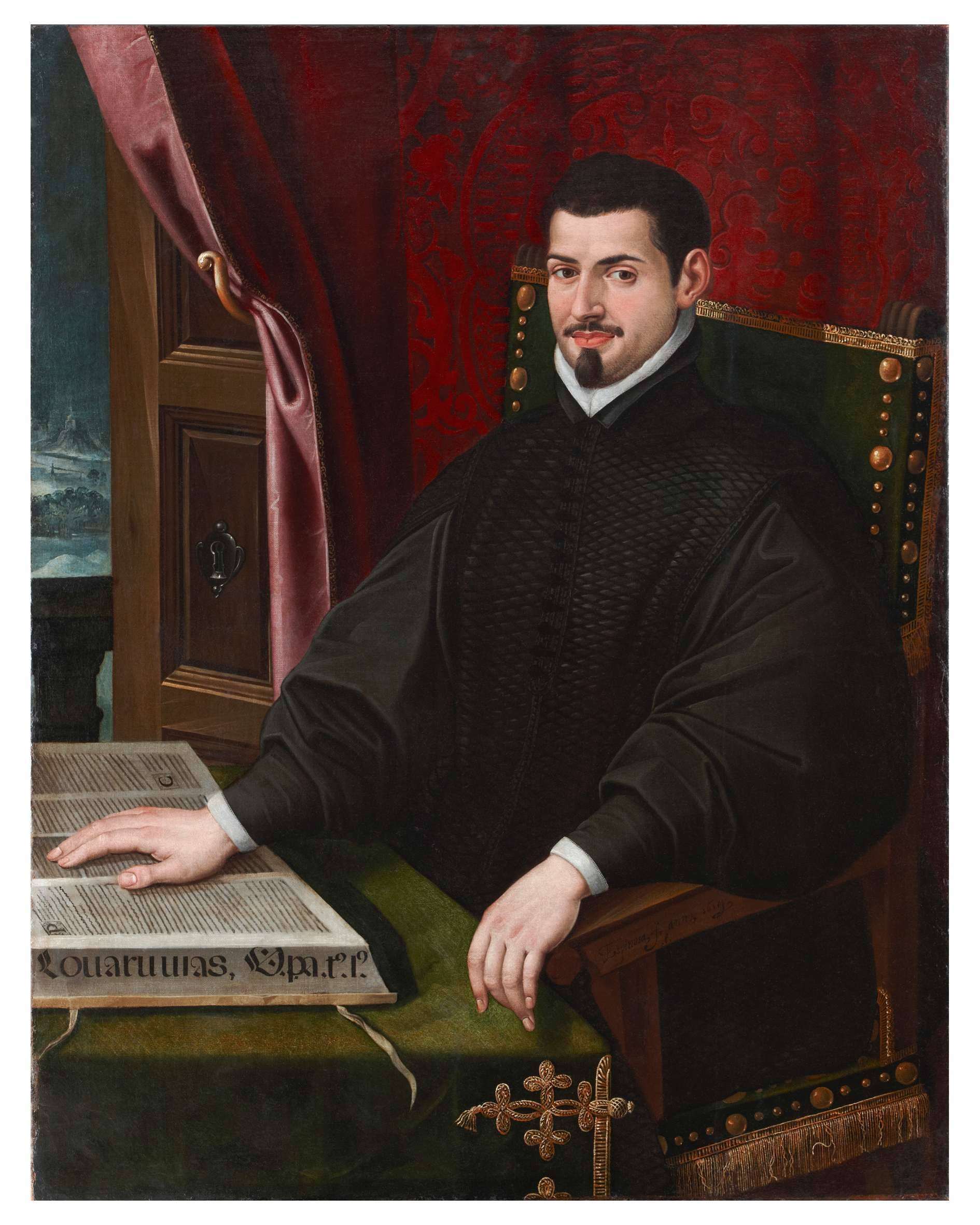
Retrato de un jurista con toga o Retrato de Sebastián de Covarrubias, firmado «Espinosa, f. 1616», óleo sobre lienzo, 108,5 x 85 cm, galería Caylus.

Juan Bautista de Espinosa (c. 1585-1641) fue un pintor español documentado en Madrid y Toledo entre 1612 y 1641.

## Biografía
De su obra únicamente se conocía un bodegón de piezas de plata dado a conocer cuando era propiedad de la Fundación Hilman Reksten de Bergen (Noruega; actualmente en el Museo de Bellas Artes de Asturias, colección Masaveu), firmado Joanes Bapta. Despinosa faciebat Anno D’1624. Por tal motivo se le creyó pintor especializado en bodegones y fue confundido con su homónimo Juan de Espinosa. 
En 1612 ingresó en la cofradía del Sacramento de la parroquia de San Sebastián en Madrid y un año después alquiló una casa diciéndose pintor del duque del Infantado, para quien pintó algunos retratos perdidos. En 1614, Juan Andrés de la Roble, pintor y vecino de Madrid, que hacía compatible el oficio de pintor con el comercio de pinturas, declaraba en su testamento que Juan Bautista de Espinosa le debía un San José con el Niño en brazos, bien acabado, y «catorce planchillas para retratos».
Poco después debió de marchar a Toledo para trabajar en su arzobispado. Posiblemente en Toledo firmó «Espinosa f. anno 1616.», el supuesto retrato de Sebastián de Covarrubias y Orozco, quien había fallecido tres años antes de firmarse el retrato, diversamente conocido como retrato de un jurista entregado a la lectura de las obras de Covarrubias. En noviembre de ese mismo año se le encuentra registrado en el Libro de los Oficiales de la Secretaría del Consejo de Gobernación del arzobispado de Toledo, lo que le permitía contratar obra en la diócesis. En fecha incierta tasó el retablo mayor de la parroquial de Alcaudete de la Jara (Toledo). Un retrato de santa Beatriz de Silva fechado en 1632 (Toledo, convento de la Concepción Franciscana) es la última obra conocida del pintor.
Poco más se sabe de él, salvo que debía de haber fallecido ya en abril de 1641, cuando Magdalena Muñoz firmó su testamento diciéndose viuda de Juan de Espinosa, pintor. Solo unos meses antes, en diciembre de 1640, había contratado el retablo de Lugarnuevo en el arzobispado de Toledo que dejó sin acabar.
Estilísticamente es pintor estrechamente vinculado a la obra de Juan van der Hamen, con su mismo sentido del orden y de la simetría.